# San Cristóbal (Dominicaanse Republiek)
San Cristóbal is een stad en gemeente (250.000 inwoners) in de Dominicaanse Republiek. Het is de hoofdstad van de gelijknamige provincie. Het ligt 30 km ten westen van Santo Domingo de Guzmán langs de Autopista 6 de Noviembre.
In 1496 stichtte Bartholomeüs Columbus (de broer van Christoffel Columbus) fort San Cristóbal voor het zoeken naar goud. Hoewel veel mensen San Cristóbal verlieten toen er geen goud gevonden werd, groeide de stad behoorlijk rond 1795, door de toestroom van immigranten uit Haïti. Veel mensen denken dat de stad in 1822 pas gesticht is, hoewel deze toen al honderden jaren bestond.
San Cristóbal is de geboortestad van dictator Rafael Leónidas Trujillo.

## Bestuurlijke indeling
De gemeente bestaat uit twee gemeentedistricten (distrito municipal):
Hato Damas en San Cristóbal.

## Geboren
- Rafael Trujillo (1891-1961), president en dictator van de Dominicaanse Republiek
- Yancarlos Martinez (1992), atleet

- Library of Congress Control Number: n91027315
- Nationale Bibliotheek van Israël: 987007567659405171
- Virtual International Authority File: 152579237

Azua · Bajos de Haina · Baní · Barahona · Boca Chica · Bonao · Comendador · Cotuí · Dajabón · El Seibo · Hato Mayor · Higüey · Jimaní · La Romana · La Vega · Los Alcarrizos · Mao · Moca · Monte Cristi · Monte Plata · Nagua · Neiba · Pedernales · Puerto Plata · Sabaneta · Salcedo · Samaná · San Cristóbal · San Francisco de Macorís · San José de Ocoa · San Juan · San Pedro de Macorís · Santiago · Santo Domingo de Guzmán · Santo Domingo Este · Santo Domingo Norte · Santo Domingo Oeste